# Колібрі-голкохвіст чорногрудий
Колі́брі-голкохві́ст чорногрудий (Discosura langsdorffi) — вид серпокрильцеподібних птахів родини колібрієвих (Trochilidae). Мешкає в Південній Америці. Вид названий на честь німецько-російського натураліста Георга фон Лангсдорфа.

## Опис

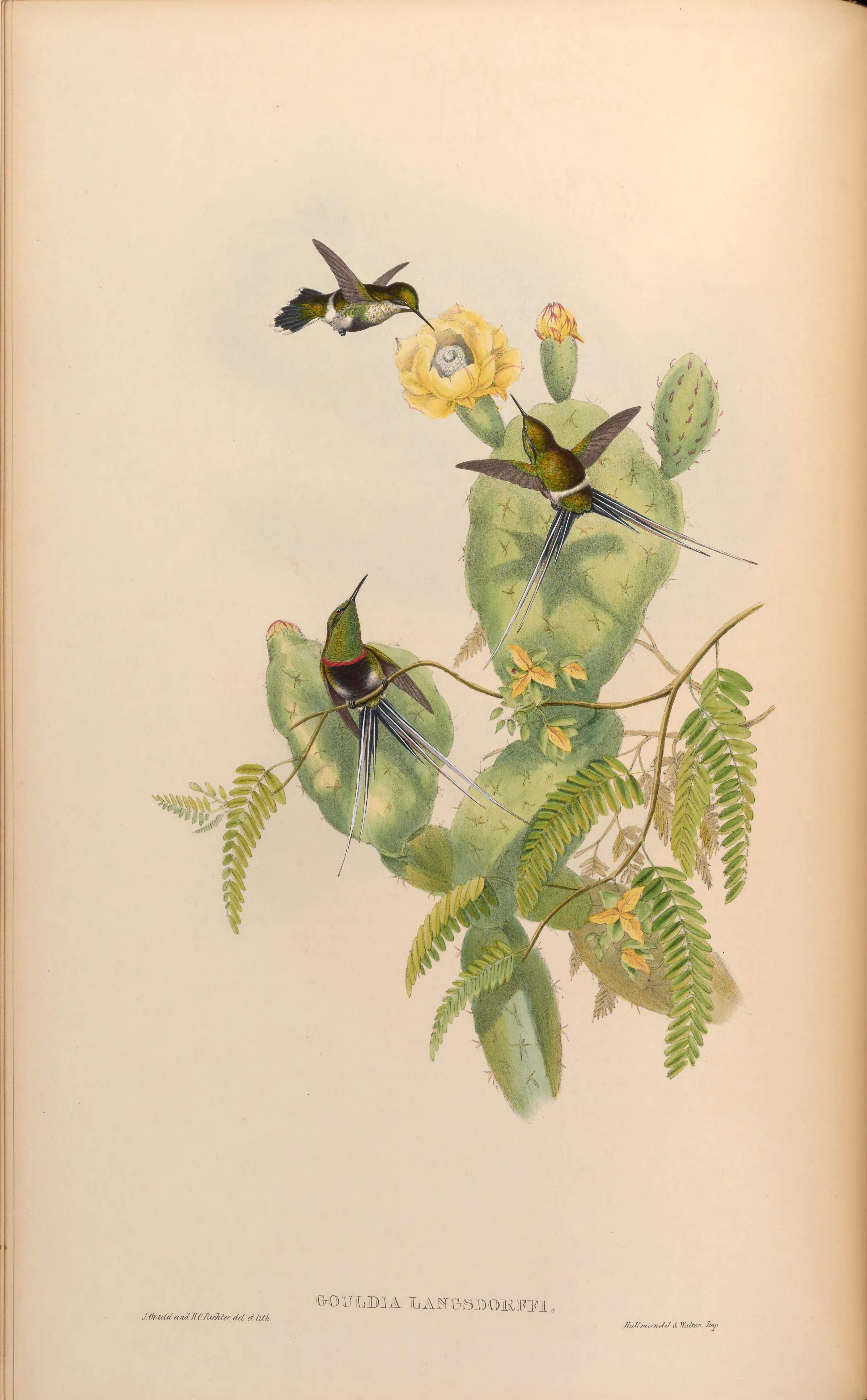
Чорногруді колібрі-голкохвости

Довжина самців становить 12-13,7 см, враховуючи довгий хвіст, довжина самиць становить 7,4-7,6 см, вага 3,2 г. У самців тім'я блискуче, смарагдово-зелене, решта верхньої частини тіла мідно-зелена, на тімені поперечна біла смуга. На горлі блискуча смарагдово-зелена пляма, окаймлена знизу мідно-червоною смугою, боки бронзово-зелені, живіт чорний. Хвіст глибоко роздвоєний, стернові пера сталево-сині з помітними білими стрижнями, три крайні пари стернових пер дуже вузькі, сірі.
У самиць верхня частина тіла така ж, як у самців. Горло у них поцятковане зеленими і чорними блискучими плямками, на грудях є зелені блискучі плямки з мідно-червоними краями, на щоках тонкі білі смуги. Живіт чорний, на боках білі плями. Хвіст короткий, дещо роздвоєний, стернові пера сталево-сині, біля основи бронзові, кінчики у них білі. Забарвлення молодих птахів подібне до забарвлення самиць. Представники підвиду D. l. melanosternon є дещо меншими за представників типового підвиду, тім'я у них трав'янисто-зелене, груди більш золотисті, решта нижньої частини тіла більш темна.

## Підвиди
Виділяють два підвиди:
- D. l. melanosternon Carriker, 1910 — східне узбережжя Бразилії (від південно-східної Баїї через Еспіріту-Санту до східного Ріо-де-Жанейро);
- D. l. langsdorffi Salvin, 1870 — від південно-східної Колумбії і південної Венесуели до сходу Еквадору і Перу і західної Бразильської Амазонії.

## Поширення і екологія
Чорногруді колібрі-голкохвости мешкають у Венесуелі, Колумбії, Еквадорі, Перу, Болівії і Бразилії. Вони живуть у вологих рівнинних тропічних лісах Амазонії, в атлантичних лісах і на узліссях, на висоті до 800 м над рівнем моря, переважно на висоті від 100 до 300 м над рівнем моря. В Амазонії птахи віддають перевагу лісам терра-фірме, однак також спостерігалися в перехідній зоні між терра-фірме і варзейським лісом. Ведуть осілий спосіб життя.
Чорногруді колібрі-голкохвости живляться нектаром квітучих дерев та інших рослин з родів Calliandra, Inga, Lantana, Mimosa і Vochysia та родин бромелієвих, айстрових, глухокропивових, мальвових і маренових, а також дрібними безхребетними.
Сезон розмноження у чорногрудих колібрі-голкохвостів на сході Бразилії триває з листопада по березень, а в Амазонії з вересня по березень. Гніздо чашоподібне, робиться з м'якого рослинного пуху, зовні покривається лишайниками, розміщується на горизонтальній гілці дерева, на висоті від 10 до 35 м над землею. В кладці білих 2 яйця розміром 12,5×8,5 мм і вагою 0,36 г. Інкубаційний період триває 13 днів, пташенята покидають гніздо через 20 днів після вилуплення.